# Pleumeleuc
Pleumeleuc es una comuna francesa situada en el departamento de Ille y Vilaine, en la región de Bretaña.

## Geografía
El río Vanoise atraviesa la ciudad y numerosas rutas de senderismo bordean sus orillas.

## Historia
Pleumeleuc fue en cierto momento una antigua parroquia primitiva que integraba las áreas de Bédée, Breteil, Clayes, Le Lou-du-Lac y La Nouaye. En el siglo XI, la parroquia de Pleumeleuc fue dada a los monjes benedictinos de la abadía de Saint-Melaine.
En 1218, Raoul, obispo de Saint-Malo, dijo que el abad de Saint-Melaine le había presentado al clérigo Pierre de Tinténiac para que se pusiera a cargo de la iglesia de Pleumeleuc. Pierre de Tinténiac se reservaba todos los derechos en los impuestos de la parroquia. El obispo dijo que le había confiado las almas a este sacerdote y lo había nombrado en la iglesia en cuestión.
En el siglo XVII, los prioratos de Bédée y de Hédé se dividieron los impuestos de Pleumeleuc. Pero durante el siglo XVIII, como el sacerdote debía recibir una paga, los monjes de Saint-Meliane se conformaron con solo  dos tercios de los diezmos de Pleumeleuc y dejaron el resto de los impuestos al sacerdote para su manutención.

## Demografía
| 937 | 946 | 1110 | 1548 | 1929 | 2128 | 3418 |
| Para los censos de 1962 a 1999 la población legal corresponde a la población sin duplicidades (Fuente: INSEE [Consultar]) |     |      |      |      |      |      |

## Lugares y monumentos

### Monumentos
- Iglesia Saint-Pierre

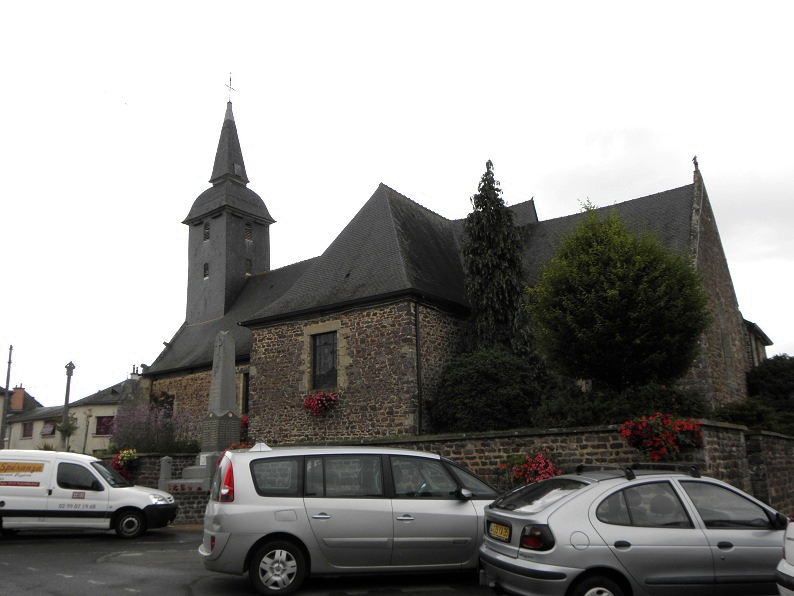
Iglesia Saint-Pierre

Esta iglesia data probablemente del siglo XI, cuando los monjes benedictinos de Saint-Melaine llegaron a la localidad. Se puede ver todavía en la pared de la nave una espina de pescado tallada que probablemente date de ese período. El edificio tuvo que ser restaurado, por lo que la mayoría de las paredes fueron reconstruidas en el siglo XV.
Al principio, la iglesia Saint-Pierre de Pleumeleuc pertenecía al Señor de Montfort-sur-Meu, porque tenía superioridad y derechos de fundación del edificio. Pero en 1630, el Duque de Trémoille vendió al Señor de Besneraye, François Glé, la iglesia y los derechos sobre el monumento. Es por esta razón que podemos ver en las vidrieras de la iglesia los escudos de los Señores de la Besneraye. En el siglo XVI, fueron añadidas las capillas de la fachada oeste.

### Lugares turísticos
- Valle del río Vaunoise

El río Vaunoise, de 32 km de largo, cruza el noreste del distrito y dibuja en Pleumeleuc un valle escarpado y poblado de árboles. Numerosos senderos señalizados bordean sus orillas.
- Circuito de Vaunoise-La Motte

El circuito empieza en la plaza de la iglesia en Pleumeleuc. Se recorre en 1 hora y 45 minutos, y abarca una distancia de alrededor de 7,2 km. El recorrido bordea el río Vaunoise durante un tramo y luego atraviesa la campiña de Pleumeleuc.
- Circuito de Vaunoise-La Monneraye

El circuito empieza también en la plaza de la iglesia, cerca de la rotonda del ayuntamiento. Se recorre en 1 hora y 15 minutos y abraca una distancia de 5,6 km. La ruta discurre a lo largo de la orilla del río Vanoise durante buena parte de la caminata.